# Laucha (Unstrut)
Laucha (Unstrut) (niem. Bahnhof Laucha (Unstrut))) – stacja kolejowa w Laucha an der Unstrut, w kraju związkowym Saksonia-Anhalt, w Niemczech. Znajduje się na linii Naumburg – Reinsdorf. Budynek dworca jest obiektem zabytkowym. Według DB Station&Service ma kategorię 7.

## Linie kolejowe
- Linia Naumburg – Reinsdorf
- Linia Laucha – Kölleda